# アメリカ連合国海軍
アメリカ連合国海軍（Confederate States Navy、略称はCSN）は、アメリカ連合国の軍隊における海軍部門。南北戦争において連合国の海軍作戦行動を統括するため、1861年2月21日にアメリカ連合国議会で可決された法律に基づき設立された。連合国海軍の主要任務は、外部からの侵入に対して南部諸州の港湾および沿岸海域を保護すること、合衆国と交易する商船を攻撃し合衆国に経済的打撃を与えること、そして合衆国の海上封鎖を打破し連合国と欧州諸国との通商ルートを確保することであった。

## 歴史

連合国海軍の艦首旗（1861年-1863年）

連合国海軍の艦首旗（1863年-1865年）

### 概史
連合国海軍は合衆国海軍と同数の軍艦保有を望んだが、それは叶わなかった。そのため連合国海軍は艦船の数的不利を技術革新により補おうとし、装甲艦、潜水艇、水雷艇、機雷などを積極的に導入した。1861年2月の時点において連合国海軍はわずか10隻の艦船しか保有しておらず、大砲も合計で15門だけであった。一方、合衆国海軍は90隻もの艦船を保有していたが、実戦に使用できる艦船は14隻だけであった。戦争が進むにつれて海戦の数も増加し、連合国海軍は経験を積んでいった。そしてその成長は合衆国海軍にとって次第に大きな脅威となっていった。
1861年4月20日、バージニア州ポーツマスにあるゴスポート造船所の支配権を連合国側に握られることを危惧した合衆国は、ゴスポート造船所に残存する艦船を爆破、焼却した。その当時、連合国側にはゴスポート造船所の他にもう1箇所、フロリダ州ペンサコーラにも海軍工廠が存在していたが、そこは造船ではなく補修を主要業務としていた。
ゴスポート造船所は破壊されたが、汽走フリゲート「メリマック」など、一部の艦船は軽度の被害で済んでいた。連合国がゴスポート造船所を占領した後、連合国大佐ジョン・マーサー・ブルックは火災で沈没した「メリマック」を引き揚げ、再利用することを提案した。それに対して連合国海軍長官スティーヴン・マロリーは同艦の上部船体に鉄板を装着して強化し、再び実戦投入することを企図した。
その結果、「メリマック」は装甲艦「ヴァージニア」として改修され、1862年2月中旬にバージニア州モンロー砦に向けて出港した。1862年3月、「ヴァージニア」はハンプトンローズ海戦を戦った。この海戦は装甲艦同士の歴史上最初の戦いとして有名であり、「ヴァージニア」は合衆国海軍の装甲艦「モニター」と戦った。この海戦は決着が付かずに終わったが、海戦後は軍艦の設計や海戦は劇的に変化した。装甲艦は木製の船に対し圧倒的に優勢であり、列強諸国は装甲艦の整備を進めた。

連合国海軍の軍艦旗（1863年-1865年）

### 創設
1861年2月21日、アメリカ連合国議会は連合国海軍を創設する法律を可決した。同時に連合国海軍省も創設され、海軍長官には元合衆国上院議員スティーヴン・マロリーが指名された。マロリーは出身地フロリダ州において海事弁護士を経験しており、また合衆国上院議員時代には海軍委員会の委員長も務めていた。
マロリーは海軍長官として合衆国との戦争に勝利するため、連合国海軍の組織構築に着手した。1862年8月27日、マロリーは連合国議会の委員会において次の報告を行った。
戦前、連合国の諸州では7隻の蒸気船の建造が行われていた。しかしながらそれらの蒸気船を稼動させるためのエンジンについては、連合国内でわずか2基しか確保されていなかった。蒸気船に要求される人員および装備を完全に整えることは、不可能である。
海軍省では、海軍内で必要とされる火薬を供給するために、火薬工場を建設した。そこで製造された火薬はボイラー工場、機械工場、そして連合国内5箇所の軍需工場へと送られる。また軍艦の建造のため、8箇所の造船所とロープ工場を建設した。このロープ工場ではごく細い紐から直径9インチの鉄綱まであらゆるタイプのロープを製造でき、また1ヵ月あたり8000ヤードを製造することができる。装甲が施されていない軍艦には、装甲を施した。その数は44隻である。海軍省では新たな軍艦が進められており、現在までに12隻が完成した。合衆国の攻撃により補修中となっている軍艦は、10隻である。建造中の軍艦は9隻であり、現時点における就役中の装甲艦は12隻である。就役後に撃沈ないし拿捕された軍艦は4隻である。今後、23隻の軍艦建造を予定している。
委員会で報告された艦船に加えて、連合国海軍ではさらにジョージア州の女性から寄贈された装甲砲艦1隻、アラバマ州から提供された装甲衝角艦1隻を保有していた。

### 私掠船
連合国政府は自国の艦船不足を補う目的で、私掠船を導入した。連合国政府は1861年4月17日に大統領令によって私掠船免状の交付を宣言した。これにより多数の民間船舶が合衆国側から見れば海賊行為となる行動に従事したが、その大部分は合衆国海軍によって初期の段階で駆逐された。

## おもな艦船

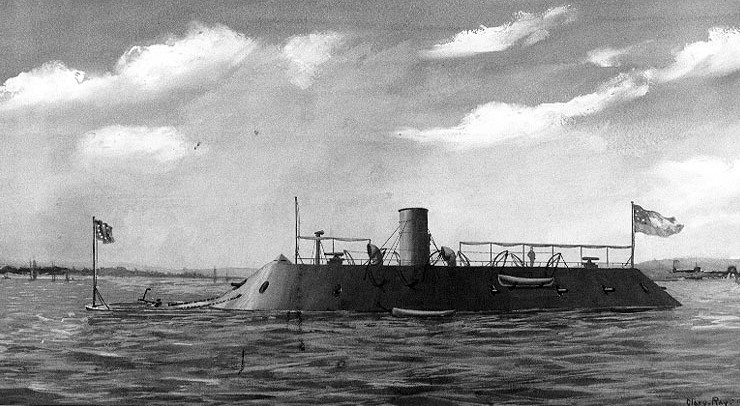
装甲艦 ヴァージニア (CSS Virginia)

連合国の歴史において最も有名な軍艦は、装甲艦「ヴァージニア」である。本艦はもともと、合衆国海軍の汽走フリゲート「メリマック」であったが、合衆国軍がヴァージニア州から退却する際に爆破され、沈没した。その後、連合国軍によって引き揚げられ、装甲艦「ヴァージニア」として改修された。その後本艦は1862年3月にハンプトンローズ海戦で合衆国海軍の装甲艦「モニター」と戦った。この海戦は装甲艦同士の歴史上最初の戦いとして有名であり、最終的には決着が付かずに終わったが、海戦後は軍艦の設計や海戦は劇的に変化した。装甲艦は木製の船に対し圧倒的に優勢であり、この戦いの後、列強諸国では装甲艦の整備が急速に進められた。

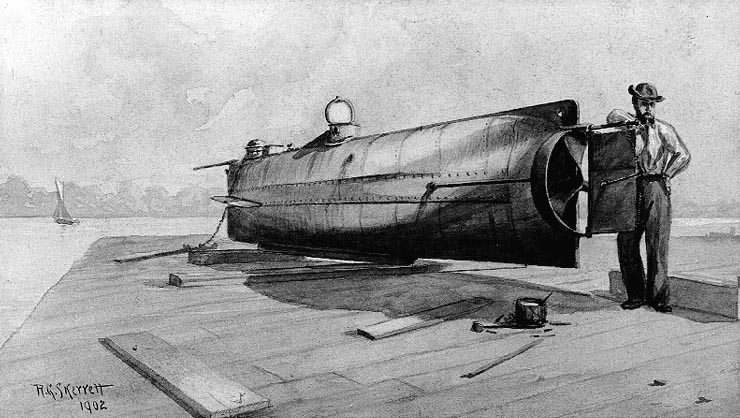
潜水艇 H・L・ハンリー (CSS H. L. Hunley)

その他、連合国の艦船として有名なものは、潜水艇「H・L・ハンリー」である。本艇は8人乗りの人力推進潜水艇で、1864年にサウスカロライナ州チャールストン港外で同港を封鎖中の合衆国軍蒸気帆船「フーサトニック」を外装水雷によって攻撃、撃沈した。これは戦争中に潜水艦が敵船を沈めた、歴史上最初の出来事であった。
連合国では、通商破壊を目的とした、合衆国の商船に対する奇襲も多数行われた。最も有名なものはイギリスで建造されたスループ「アラバマ」によるもので、大西洋やメキシコ湾において通商破壊活動を行った。「アラバマ」は1864年6月に撃沈されるまで、およそ22ヶ月間にわたって合衆国の艦船を悩ませ続けた。

## 組織
南北戦争開戦から1862年の春までに大佐16人、中佐34人、少佐76人、そして常備兵と海軍兵学校の生徒合わせて111人が合衆国海軍を辞職し、連合国海軍に参加した。新たな将兵の参加により拡張する海軍省に対応するため、連合国議会では1862年4月21日に海軍の人員に関する法律を改正した。
連合国海軍では、将官4人、大佐10人、中佐81人、少佐100人、航海長20人、主計長12人、主計補佐40人、軍医22名、軍医正補佐15人、軍医補佐30人、主任技師1人、技師12人を定める。
すべての士官のうち、大佐4人、中佐5人、少佐5人は戦闘において功績を挙げた者が指定されるものとする。またこの指定は委員会における協議に基づき、それまでの階級とは無関係になされるものとする。

### 運営部
1861年7月20日、連合国政府は海軍幹部を次のように組織した。
- スティーヴン・マロリー - 海軍長官
- サミュエル・バロン准将 - 指令任命局長
- ジョージ・マイナー中佐 - 火器水路局長
- ジョン・デブレー主計長 - 食料衣類局長
- W・A・W・スポッツウッド軍医 - 医薬医療局長
- エドワード・タイドボール - 事務長